# Nicholas Edward Brown
Nicholas Edward Brown, född 1849 i Redhill, Surrey, död 1934 i Kew Gardens, var en brittisk botaniker.
Brown var expert på suckulenter, asklepiader och växter från Kapprovinsen. Han arbetade i Kew Gardens herbarium från 1873, och var dess Assistant Keeper mellan 1909 och 1914. Han beskrev bland annat släktet levande stenar (Lithops) 1922. 1931 publicerade han en revision av släktet Mesembryanthemum, och gjorde till detta verk en mängd botaniska illustrationer.
Auktorsnamnet N.E.Br. kan användas för Nicholas Edward Brown i samband med ett vetenskapligt namn inom botaniken; se Wikipediaartiklar som länkar till auktorsnamnet.